# Ken Scott (stilista)
Ken Scott, pseudonimo di George Kenneth Scott (Fort Wayne, 1918 – Eza, 1991), è stato uno stilista statunitense.

## Biografia

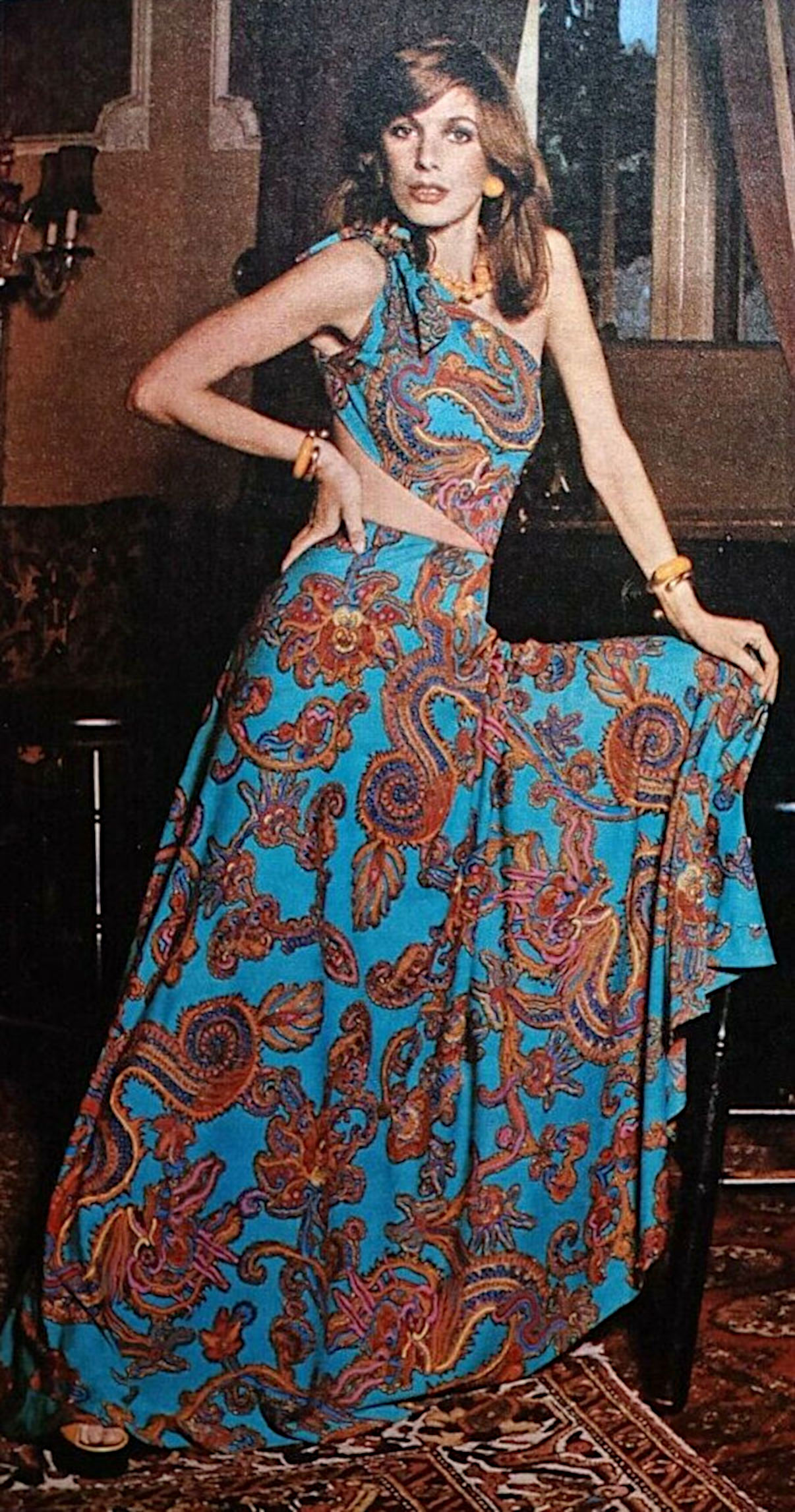
Stefania Casini posa in un abito di Ken Scott al Grand Hotel Rimini (1973)

Frequenta la Parson School of Design e subito dopo si iscrive alla Moses Soyer di New York.
Inizia la sua attività artistica come pittore, entrando in contatto con artisti del calibro di Sebastian Matta e Marc Chagall che rimarranno suoi amici per tutta la vita e viene sostenuto da Peggy Guggenheim che organizza la sua prima personale nel 1944.
Spirito irrequieto e bohémien, decide di trasferirsi definitivamente in Europa nel 1946. Si divide tra Parigi e una casa in affitto a Èze, sulla Costa Azzurra, che diventerà il suo buen retiro. Mette la sua fantasiosa e accesa sensibilità coloristica al servizio del design dei tessuti, realizzando, insieme con un altro disegnatore americano, Joe Martin, sfondi floreali per i più affermati produttori tessili francesi.
Christian Dior adotta un suo bozzetto per la collezione d'alta moda primavera-estate del 1954 e ciò lancia Scott nel firmamento degli astri emergenti. Nel 1955 apre uno studio a Milano, fondando insieme con Vittorio Fiorazzo il marchio Falconetto, specializzato nel tessile stampato per arredamento. La sua fama sia nel design per interni, sia nella moda, esplode grazie alla rottura che egli opera negli standard dell'epoca, concependo un uso rivoluzionario delle tinte accese e degli accostamenti tra i colori. Le sue fantasie sono accolte da molte aziende italiane di livello e da alcune case di prêt-à-porter di lusso milanese.
Agli inizi degli anni sessanta Scott crea linee di abiti e accessori con la sua firma, diventando in breve tempo lo stilista simbolo della fantasia, del colore, della modernità che allestisce passerelle anche in luoghi non deputati canonicamente alla moda, come i tendoni da circo o il locale giovanile di tendenza di quegli anni, il Piper di Roma. In queste occasioni, Scott si afferma come manager e artista-artigiano di ogni performance, disegnando personalmente tutti gli accessori “vestiti” dagli indossatori, dagli occhiali alle scarpe ai cappelli, senza tralasciare la cura grafica nella realizzazione di tutto l'apparato dedicato alla comunicazione dell'evento come brochure, inviti, locandine o manifesti.
Scott batte, tra i primi nel mondo della moda, la via della costruzione, intorno a un'attività principale, di una rete di realtà creative e produttive che esaltino la visibilità e attrattività della griffe: fa fede di questa intuizione il ristorante Eats & Drinks, che Scott apre a Milano negli anni settanta, arredandolo naturalmente secondo i dettami della sua vivacissima e giocosa verve creativa.
Protagonista tra i più originali e imprevedibili della moda italiana e internazionale degli anni sessanta e settanta, Scott ha creato un marchio e realizzato disegni che, considerati cult della moda, si trovano in numerose linee di prodotti made in Italy.
Muore nel 1991, ma l'attività prosegue con la Fondazione omonima, creata a Milano dallo stesso Scott nel 1989, custode, tra l'altro, dell'archivio, del marchio e dello Studio Ken Scott. Nel 2019 il brand Ken Scott viene acquistato da Mantero.

## Archivio
L'archivio "Ken Scott e Falconetto", conservato dalla Fondazione Ken Scott, comprende oltre 8000 disegni originali, di cui 2000 inediti,  campioni di tessuto, carte prove, cartelle per le varianti colore, 500 quadri ed elementi in cornice, oltre 1 000 capi di abbigliamento, cappelli, biancheria per la casa, tessuti, bijoux, arredi, ceramiche, oggetti, documenti, inviti, look book, fotografie di sfilate ed eventi, un'articolata rassegna stampa di tutte le uscite sull'artista, pubblicità e ricordi vari nonché cassette VHS con video di sfilate e mostre.
Nell'ottobre 2022 esce la prima monografia su Ken Scott, edita da Rizzoli, volume collettivo che raccoglie testi di Shahidha Bari, Federico Chiara, Pierre Léonforte, Renata Molho, Peter Smithers, Isa Tutino e Velasco Vitali con foto di Guido Taroni e con un'intervista ad Alessandro Michele di Clara Tosi Pamphili.